# Catopsis compacta
Espèce
Catopsis compacta est une espèce de plantes tropicales de la famille des Bromeliaceae, endémique du Mexique et décrite en 1903.

## Distribution
L'espèce est endémique du centre et du sud-ouest du Mexique.

## Description
L'espèce est épiphyte.